# Spoetnik 25
Spoetnik 25 (E-6 serie) (Russisch: Луна-4C) van het Loena-programma van de Sovjet-Unie had de missie om een zachte maanlanding te maken, met de bedoeling om gegevens over de mechanische kenmerken van het maanoppervlak te sturen. Om te bekijken wat de gevaren zijn die door de kraters, rotsen, andere obstakels en straling worden veroorzaakt, als voorbereiding op toekomstige bemande maanlandingen. Het 1500 kg wegende ruimtevaartuig had een cilindervorm en het bevatte manoeuvre- en landingsraketten en brandstof, richtlijnapparaten en radiozenders. Het ruimtevaartuig werd met succes in een baan om de aarde gebracht door de lanceerinrichting SL-6/A-2-E, maar hij slaagde er niet om aan zijn baan te ontsnappen voor de reis naar de maan. 
Loena 1958A · Loena 1958B · Loena 1958C · Loena 1 · Loena 1959A · Loena 2 · Loena 3 · Loena 1960A · Loena 1960B · Spoetnik 25 · Loena 1963B · Loena 4 · Loena 1964A · Loena 1964B · Kosmos 60 · Loena 1965A · Loena 5 · Loena 6 · Loena 7 · Loena 8 · Loena 9 · Kosmos 111 · Loena 10 · Loena 11 · Loena 12 · Loena 13 · Loena 1968A · Loena 14 · Loena 1969A · Loena 1969C · Loena 15 · Kosmos 300 · Kosmos 305 · Loena 1970A · Loena 16 · Loena 17 · Loena 18 · Loena 19 · Loena 20 · Loena 21 · Loena 22 · Loena 23 · Loena 1975A · Loena 24 · Loena 25 · Loenochod